# Louis Meznarie
Louis Meznarie (født 14. januar 1930 i Saintry-sur-Seine, død 5. august 2020 i Le Coudray-Montceaux), var er en motorcykel- og racerbiltekniker og holdejer, der deltog i mange 24 Timers Le Mans-løb og var fra 1971 til 1983 officiel motorekspert for Porsche..